# 市原市立市西小学校
市原市立市西小学校（いちはらしりつ しさいしょうがっこう）は、千葉県市原市海士有木にある公立小学校。文部科学省の学校コードはB112210004468、旧学校調査番号は121064。

## 概要
市原市中部の三和地区に位置する。明治時代初期に開校した歴史のある小学校で、2024年（令和6年）に開校150周年を迎える。学校のシンボルは「百年桜」で、校地に根を張ってから100年以上が経っているという。

## 沿革

### 概歴
1874年（明治7年）、新堀小学校、相川小学校、大坪小学校の3校が開校し、翌1875年（明治8年）に相川小学校、大坪小学校の2校を統合して海士有木小学校となった。1889年（明治22年）に市西尋常小学校に改称、同時に新堀小学校併合してを新堀分校を設置する。1941年（昭和16年）に国民学校令により市西村国民学校に改称、戦後の1947年（昭和22年）に学校教育法が施行され、市西村立市西小学校となり、1955年（昭和30年）には三和町立市西小学校に、1963年（昭和38年）に現校名の市原市立市西小学校となって現在に至る。校舎は1912年（明治45年）当時には小野山台にあった。2005年（平成17年）に創立130周年を祝って記念文集を発行している。

### 年表
- 1874年（明治7年） - 相川小学校、大坪小学校として開校[3]。
- 1875年（明治8年） - 統合して海士有木小学校となる[3]。
- 1889年（明治22年） - 市西尋常小学校に改称[3]。新堀小学校を併合して新堀分校設置[3]。
- 1941年（昭和16年）- 市西村国民学校に改称[3]。
- 1947年（昭和22年） - 市西村立市西小学校に改称[3]。
- 1955年（昭和30年） - 三和町立市西小学校に改称[3]。
- 1963年（昭和38年） - 市原市立市西小学校に改称[3]。

## 施設

### 敷地
敷地の詳細は以下の通りである。
| 所在地     | 〒290-0207 千葉県市原市海士有木1130番地 |
| 所有者     | 市原市                                  |
| 敷地面積   | 21,631m2                                |
| 用途地域   | なし                                    |
| 指定建蔽率 | 60%                                     |
| 指定容積率 | 100%                                    |
| 取得価格   | 622,875,000円                           |

### 建物
敷地内の建物は以下の通りである。
| 棟番号 | 棟名称     | 構造 | 階数        | 延床面積   | 建築年 | 耐震   | 耐震       | Is値 | 備考 |
| ------ | ---------- | ---- | ----------- | ---------- | ------ | ------ | ---------- | ---- | ---- |
| 001    | 校舎・園舎 | RC造 | 地上2階建て | 1,330.00m2 | 1967年 | 旧基準 | 耐震工事済 | 0.81 |      |
| 002    | 校舎・園舎 | RC造 | 地上2階建て | 1,206.00m2 | 1967年 | 旧基準 | 耐震工事済 | 0.74 |      |
| 003    | 体育館     | RC造 | 地上2階建て | 898.00m2   | 1975年 | 旧基準 | 耐震工事済 | 0.73 |      |
| 004    | 校舎・園舎 | RC造 | 地上2階建て | 685.00m2   | 1979年 | 旧基準 | 耐震性あり | 0.71 |      |
| 005    | 便所       | S造  | 地上2階建て | 87.00m2    | 1987年 | 新基準 | 耐震性あり | 不明 |      |
| 006    | 倉庫・物置 | S造  | 地上1階建て | 72.00m2    | 1971年 | -      | -          | -    |      |
| 007    | 校舎・園舎 | RC造 | 地上1階建て | 40.00m2    | 1967年 | 旧基準 | 不明       | 不明 |      |
| 008    | 校舎・園舎 | RC造 | 地上1階建て | 40.00m2    | 1967年 | 旧基準 | 不明       | 不明 |      |
| 009    | 倉庫・物置 | S造  | 地上1階建て | 28.00m2    | 1996年 | -      | -          | -    |      |
| 010    | 校舎・園舎 | RC造 | 地上1階建て | 26.00m2    | 1984年 | 新基準 | 不明       | 不明 |      |

## 規模
2022年（令和4年）5月1日現在の学校規模は以下の通りである。
| 児童数       | 124名     |
| 学級数       | 8学級     |
| 通学区域面積 | 10.817km2 |
| 通学区域人口 | 3,799人   |

## 通学区域
以下の町丁字とその範囲を通学区域に指定している。
- 山倉
- 福増
- 海士有木
- 相川
- 新堀
- 武士
- 西広6丁目の一部
- 大坪

## 通学区域内施設
通学区域内の主な施設は以下の通りである。
- 海士有木駅
- 上総三又駅
- 市原市役所三和支所
- 市原市発達支援センター
- 市原市立三和コミュニティセンター
- 市原市三和保健福祉センター
- 市原市立三和保育所
- 千葉こどもの国キッズダム
- 白百合会市原鶴岡病院

## 中学校区
1947年度 - 1955年3月30日
- 市西村立市西中学校

1955年3月31日 - 1962年3月31日
- 三和町立市西中学校

1962年4月1日 - 1963年4月30日
- 三和町立三和中学校

1963年5月1日 -
- 市原市立三和中学校

## 隣接小学校区
- 市原市立市原小学校
- 市原市立国分寺台小学校
- 市原市立国分寺台東小学校
- 市原市立海上小学校
- 市原市立養老小学校
- 市原市立湿津小学校

## アクセス
- 上総三又駅から徒歩10分[注釈 2]
- 海士有木駅から徒歩29分[注釈 2]